# Pingasa secreta
Pingasa secreta là một loài bướm đêm trong họ Geometridae.